# Katsuo Kanda
Katsuo Kanda (神田 勝夫 Kanda Katsuo?,  nacido el 21 de junio de 1966 en Niigata) es un exfutbolista japonés que se desempeñaba como defensa.
En 1995, Kanda jugó para la selección de fútbol de Japón.

## Trayectoria

### Clubes
| Club                | País  | Año         |
| ------------------- | ----- | ----------- |
| NKK                 | Japón | 1989 - 1993 |
| Cerezo Osaka        | Japón | 1994 - 1997 |
| Yokohama F. Marinos | Japón | 1998 - 1999 |
| Albirex Niigata     | Japón | 2000 - 2003 |

### Selección nacional
| Selección | País  | Año  |
| --------- | ----- | ---- |
| Absoluta  | Japón | 1995 |

## Estadística de equipo nacional
| Selección de Japón | Selección de Japón | Selección de Japón |
| Año                | Part.              | Goles              |
| ------------------ | ------------------ | ------------------ |
| 1995               | 1                  | 0                  |
| Total              | 1                  | 0                  |